# Stichillus suspectus
Stichillus suspectus är en tvåvingeart som först beskrevs av Charles Thomas Brues 1911.  Stichillus suspectus ingår i släktet Stichillus och familjen puckelflugor. Inga underarter finns listade i Catalogue of Life.